# Б-5
Б-5 — серія великопанельних 14-, 16- і 18-поверхових багатоквартирних будинків. Будинки за проєктом будувалися у Києві в 1998—2007 на масиві Осокорки, по одному будинку на Позняках, Троєщині та Біличах.

## Опис
Секція-вежа.  Фасади симетричні, однакові з протилежних сторін, по 6 кроків шириною. 4 коротких кроки посередині — балькони, по краям або по короткому кроку з глухою стіною, або по довгому з вікном. Поздовжній крок 6,55 м. Висота поверху 2,8 м. Висота 18-поверхового будинку 59,1 м. Товщина зовнішньої панелі 35 см. Два пасажирських і один вантажопасажирський ліфт.
В секції 126—144 помешкань по 7-8 на поверх. Кімнати від 12 до 18 м², кухня 9,3—11,8, ванна 5,6, туалет 2,1, передпокій 5,5—10,8, лоджія 4.

## Світлини

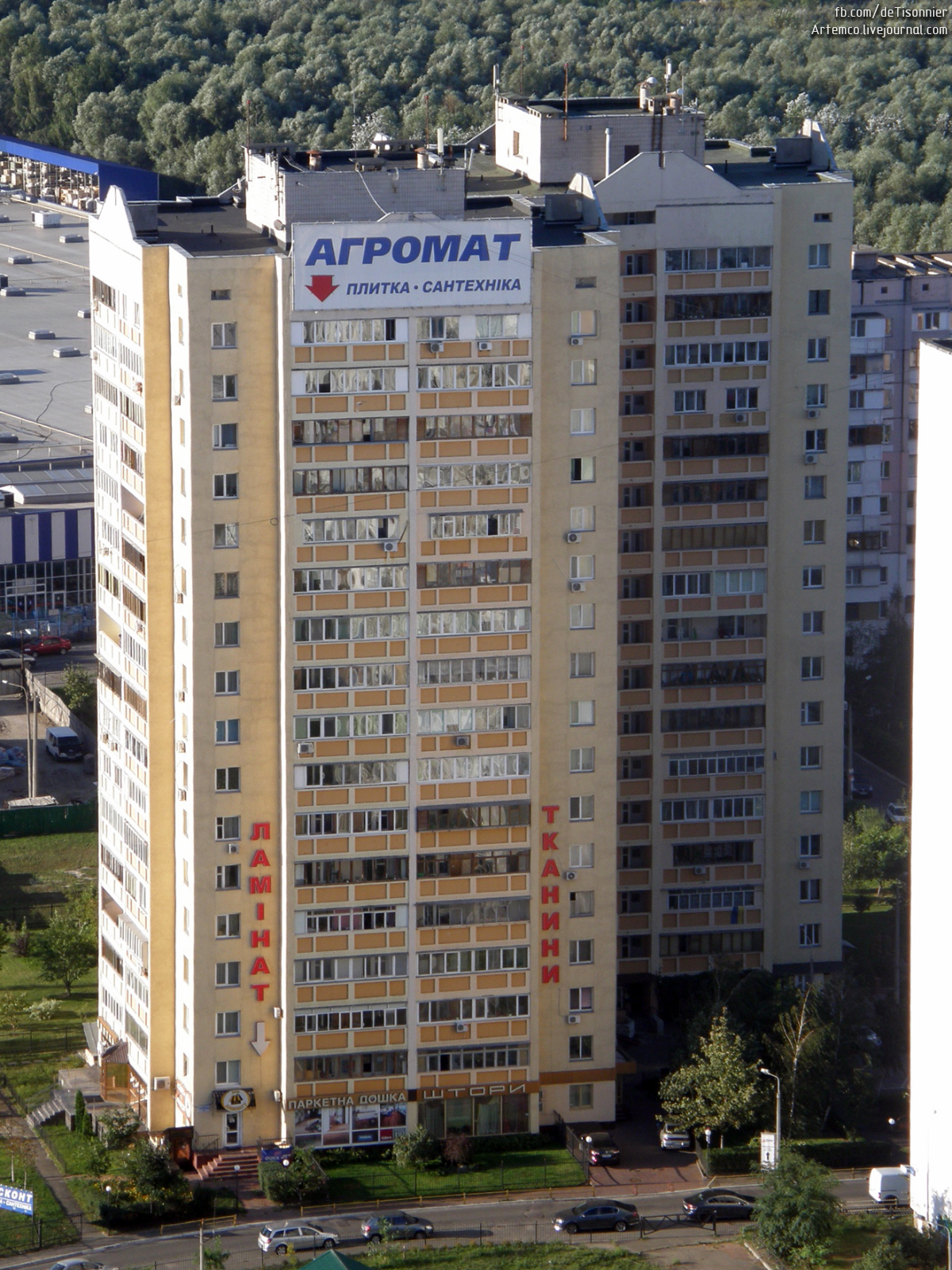
7 мікрорайон Осокорків, просп. Григоренка, 38, 1998 р., 17 поверхів
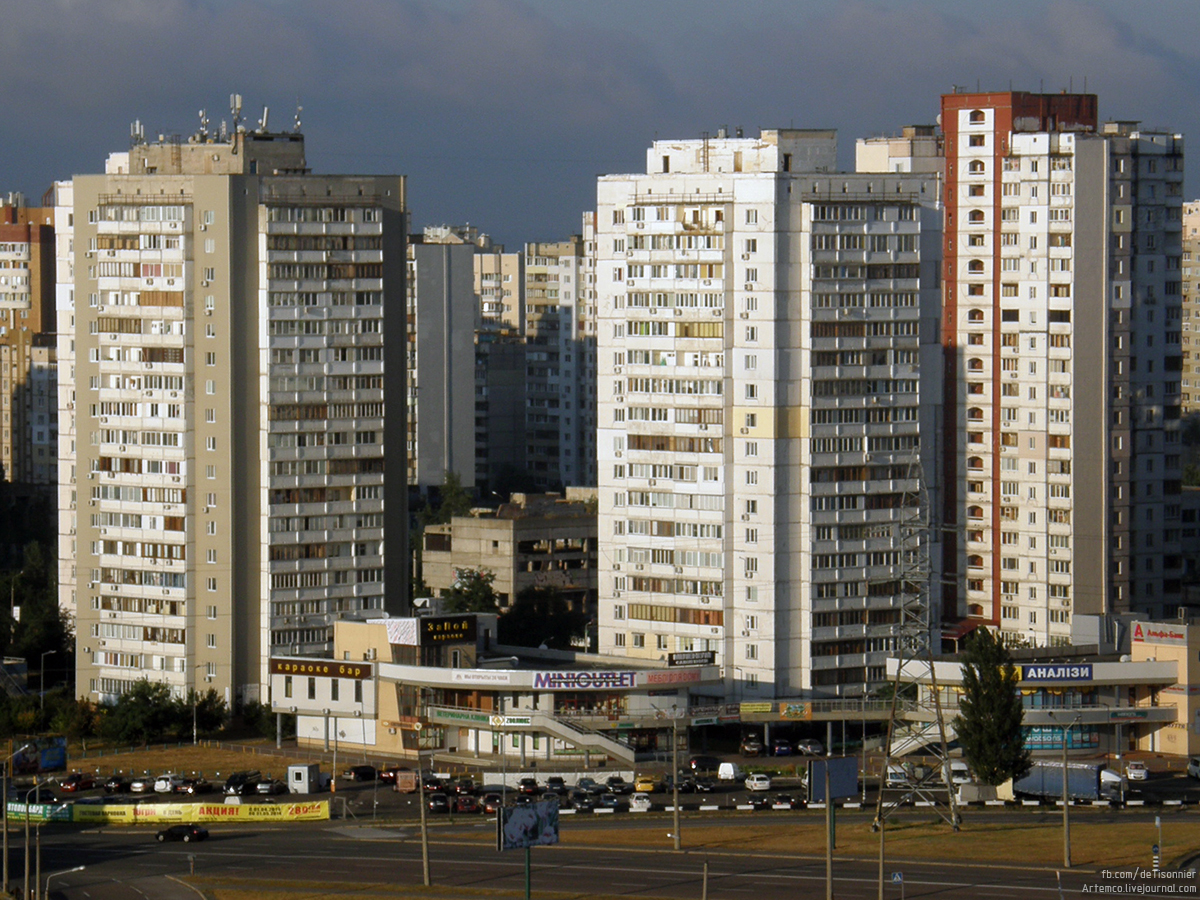
10 мікрорайон Осокорків, вул. Ревуцького, 42а і 42, 1999 р.
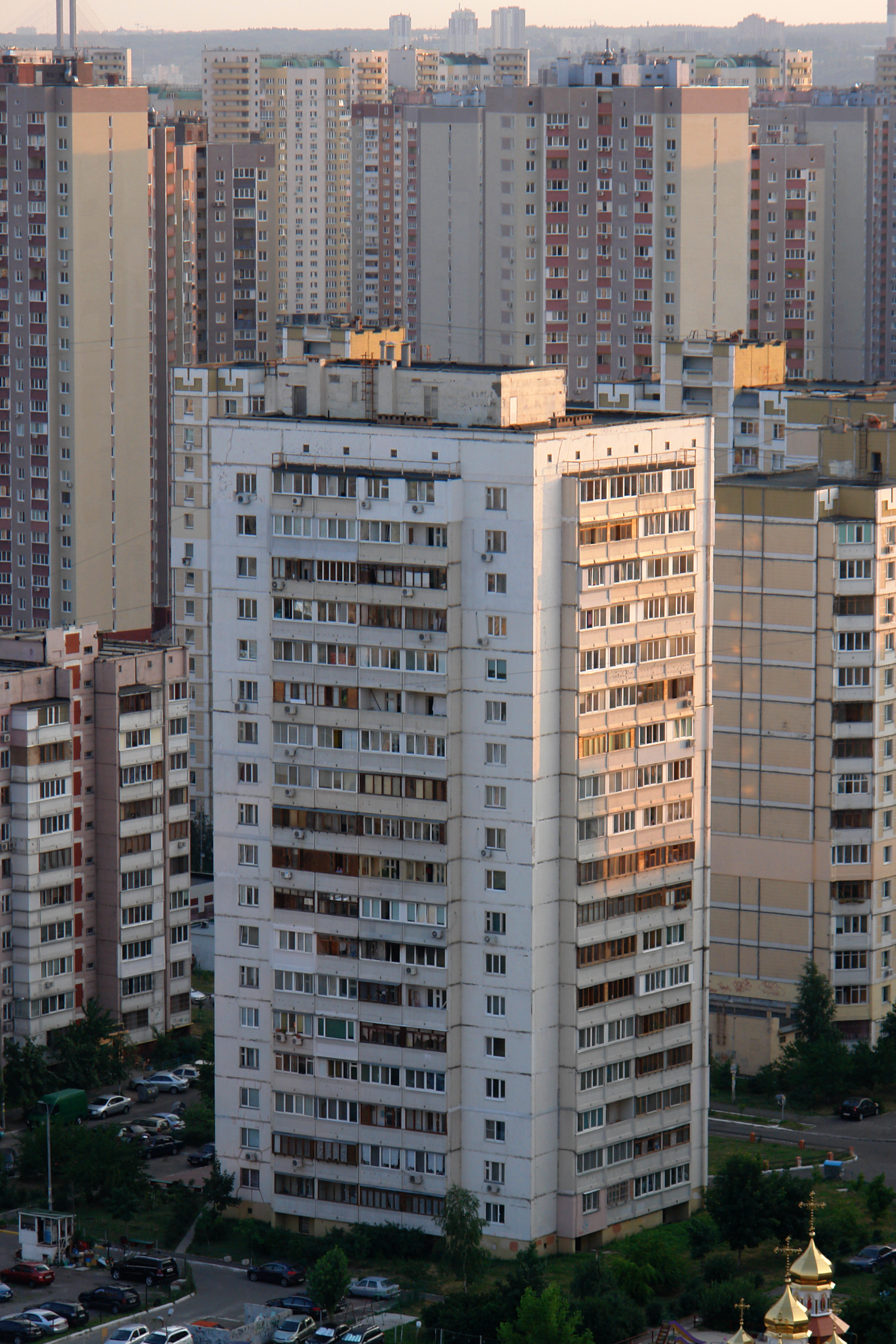
4 мікрорайон Позняків, просп. Григоренка, 3б, 2001 р.
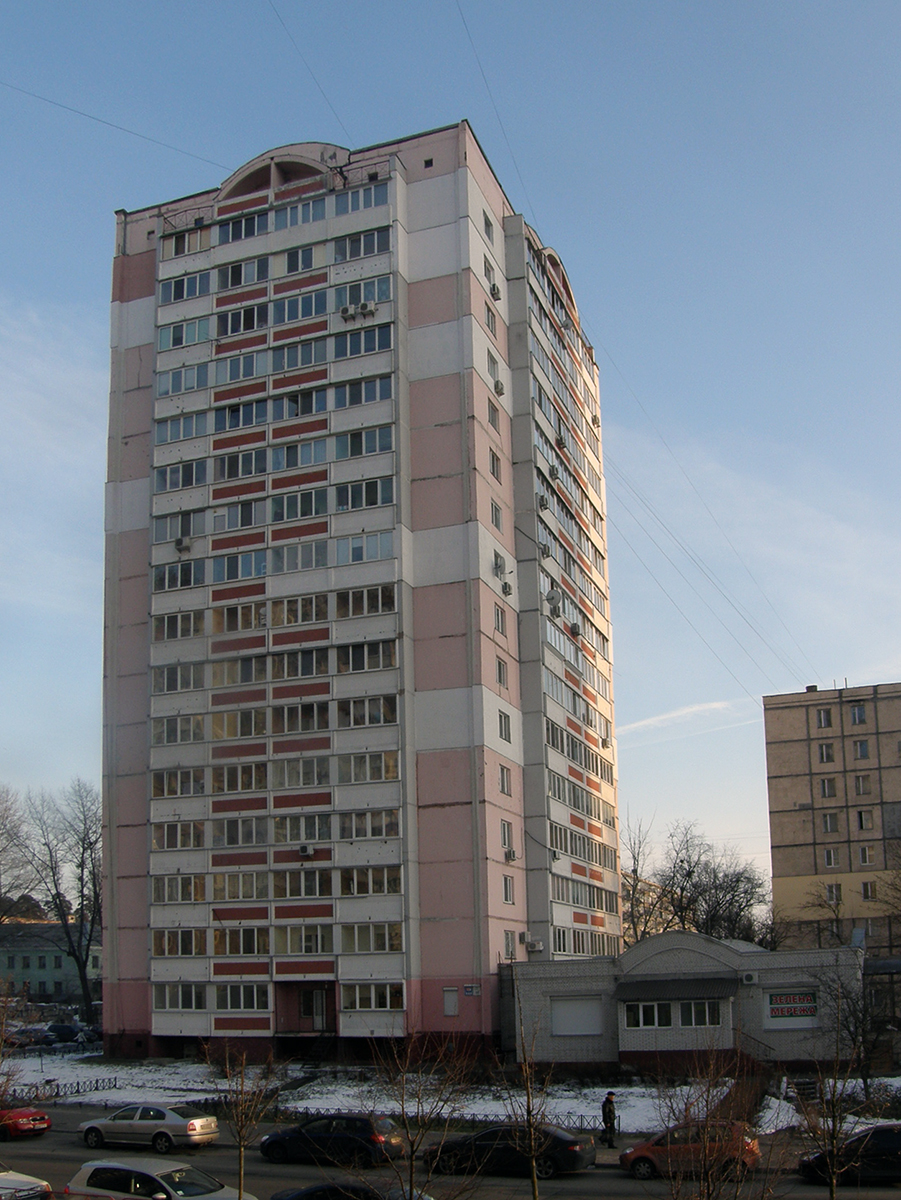
10 мікрорайон Біличів, вул. Ушакова, 14а, 2006 р., 16 поверхів
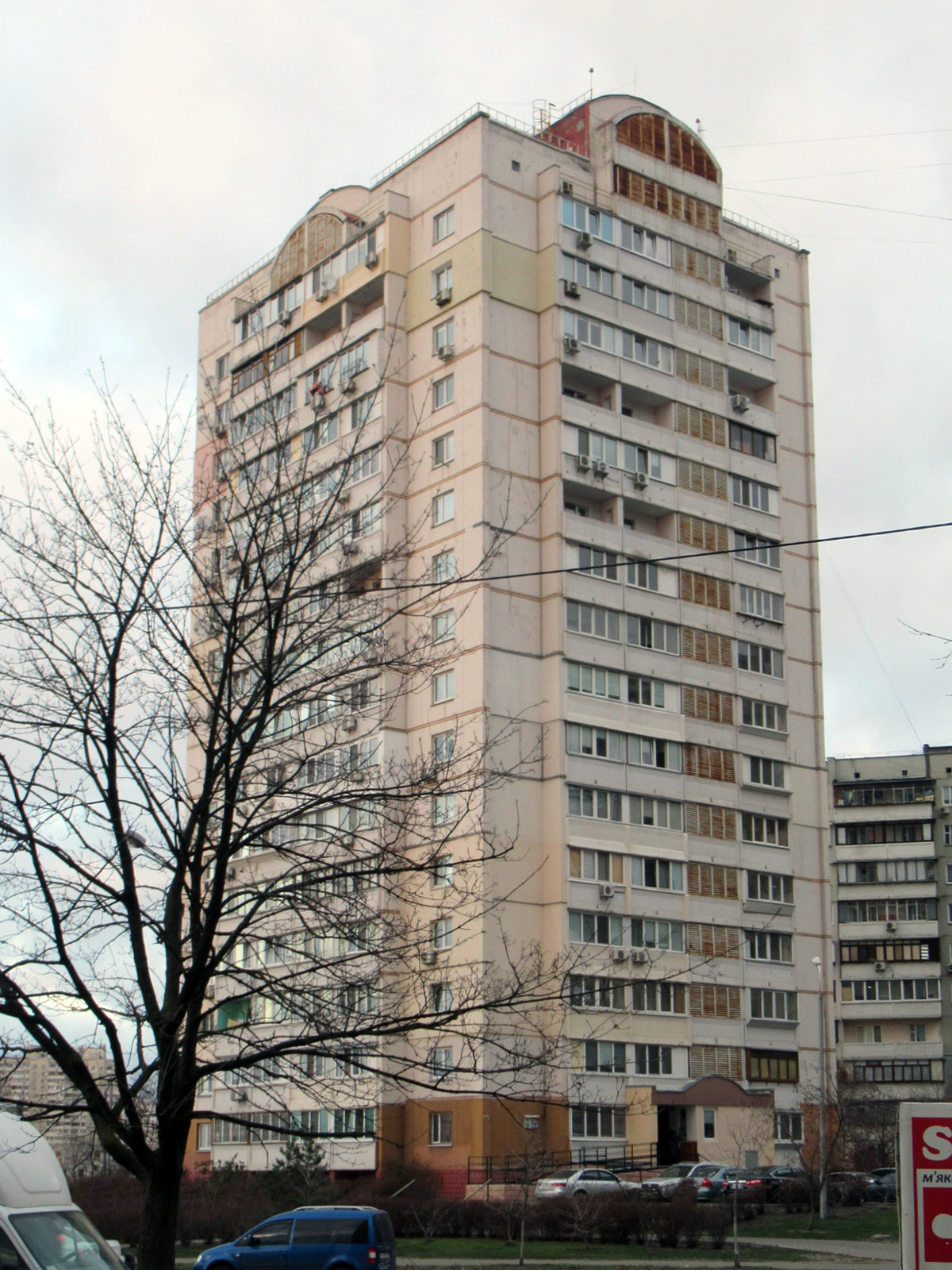
21 мікрорайон Троєщини, вул. Градинська, 20, 2007 р., 16 поверхів